# 연지 (2016년 드라마)
《연지》(胭脂)는 2016년 방송되었던 중국의 드라마이다.

## 소개
- 항전 시기의 상하이를 배경으로 한 항일 첩보 드라마

## 등장 인물
- 자오리잉 - 란옌지 역
- 루이 - 저우위하오 역
- 타오신란 - 마만나 역
- 위안원캉 - 쑹미엔 역
- 석조기 (石兆琪) - 핑즈슝 역
- 엽봉 (叶峰) - 타케시게 아오키 역
- 서요선 (舒耀瑄) - 란창밍 역
- 마찬찬 (马灿灿) - 린티엔무 역
- 이몽남 (李梦男) - 팡쥐차오 역
- 리잉 (李颖) - 핑타이타이 역
- 장문정 (张文婷) - 카이리 역
- 류나평 (刘娜萍) - 리우시시 역